# Wilhelm Lieven
Wilhelm Gereon Lieven (* 2. September 1934 in Titz; † 16. September 2014 in Jülich) war ein deutscher Politiker und Landtagsabgeordneter der CDU in Nordrhein-Westfalen.

## Leben und Beruf
Nach dem Besuch der Volksschule absolvierte er eine Müllerlehre. Danach war er als selbstständiger Landwirt tätig. Er engagierte sich in berufsständischen Organisationen und war u. a. zwischen 1990 und 2004 Präsident der Landwirtschaftskammer Rheinland.
Der CDU gehörte Lieven seit 1964 an. Er war in zahlreichen Parteigremien tätig, u. a. als stellvertretender Kreisvorsitzender des CDU-Kreisverbands Düren/Jülich.

## Abgeordneter
Vom 29. Mai 1980 bis zum 2. Juni 2005 war Lieven Mitglied des Landtags des Landes Nordrhein-Westfalen. Er wurde jeweils über die Landesliste seiner Partei gewählt. 
Ab 1979 war er Mitglied des Kreistages des Kreises Düren. Dem Rat der Gemeinde Titz gehörte er zwischen 1969 und 2009 an; von 1969 bis 1994 war er Bürgermeister.

## Ehrungen
- 1982: Verdienstkreuz am Bande der Bundesrepublik Deutschland
- 1990: Verdienstkreuz 1. Klasse der Bundesrepublik Deutschland